# Винча (река)
Винча — река в России, сельского поселения Зареченск Кандалакшского района Мурманской области. Длина реки — 15 км.
Река отделяется от реки Лопской двумя километрами севернее Тикшеозера на высоте 108,3 м над уровнем моря и далее течёт преимущественно в северном направлении.
Река в общей сложности имеет тринадцать малых притоков суммарной длиной 24 км.
Впадает на высоте выше 37,2 м над уровнем моря в Нотозеро, через которое протекает река Лопская, впадающая в озеро Пажма, являющееся частью Ковдозера. Через последнее протекает река Ковда, впадающая, в свою очередь, в Белое море.
В нижнем течении Винча протекает через Пайозеро и Челозеро (с притоком из озера Кукас).
Населённые пункты на реке отсутствуют.
Код объекта в государственном водном реестре — 02020000612002000001374.